# 紐伯里 (麻薩諸塞州)
紐伯里（英語：Newbury）是一個位於美國麻薩諸塞州艾塞克斯縣的鎮。

## 人口
根據2020年美國人口普查的數據，紐伯里的面積為68.10平方千米，當中陸地面積為60.50平方千米，而水域面積為7.60平方千米。當地共有人口6716人，而人口密度為每平方千米99人。